# 魏钢 (海军中将)
魏钢（1960年—）山东蓬莱人，中国人民解放军海军中将。

## 生平
曾经担任北海舰队旅顺基地司令员、北海舰队参谋长等职。2013年，时任北海舰队参谋长的魏钢率领北海舰队导弹驱逐舰青岛舰、导弹护卫舰临沂舰和综合补给舰洪泽湖舰组成的舰艇编队访问美国、澳大利亚、新西兰三国。2015年5月前，任北海舰队副司令员。2015年7月，接替徐卫兵少将任中国人民解放军海军后勤部部长。
2016年1月，任中国人民解放军南部战区副司令员兼参谋长。2016年3月兼任中国人民解放军海军纪律检查委员会副书记。2017年1月，任中国人民解放军东部战区海军司令员。
2017年7月31日，晋升为海军中将军衔。2017年10月，中国共产党第十九次全国代表大会上当选中国共产党第十九届中央委员会候补委员。